# 漢禪陵
汉禪陵是汉献帝刘协的陵墓，位于河南省焦作市修武县方莊镇古汉村南。

## 历史
公元220年，刘协禅位于曹丕后，被降封为山阳公，移居浊鹿城，邑一万户。234年，刘协病逝，追谥为“孝献皇帝”。曹叡以汉天子礼将刘协葬于此，并派崔林等人监护治丧和吊祭事宜。260年，曹皇后薨逝，与献帝合葬于禅陵。

## 现存遗迹
现存墓冢平面为圆形，高7米，周长250米。目前有古碑刻三通：分别为清康熙五十六年“各村会首祈求平安碑”、清雍正九年“汉献帝陵基址碑”和清乾隆五十二年“汉献帝陵寝碑”。墓冢东南80米处和东北103米处各有一座小冢，清同治七年《修武县志》推测可能为其孙刘康和曾孙刘瑾的墓。

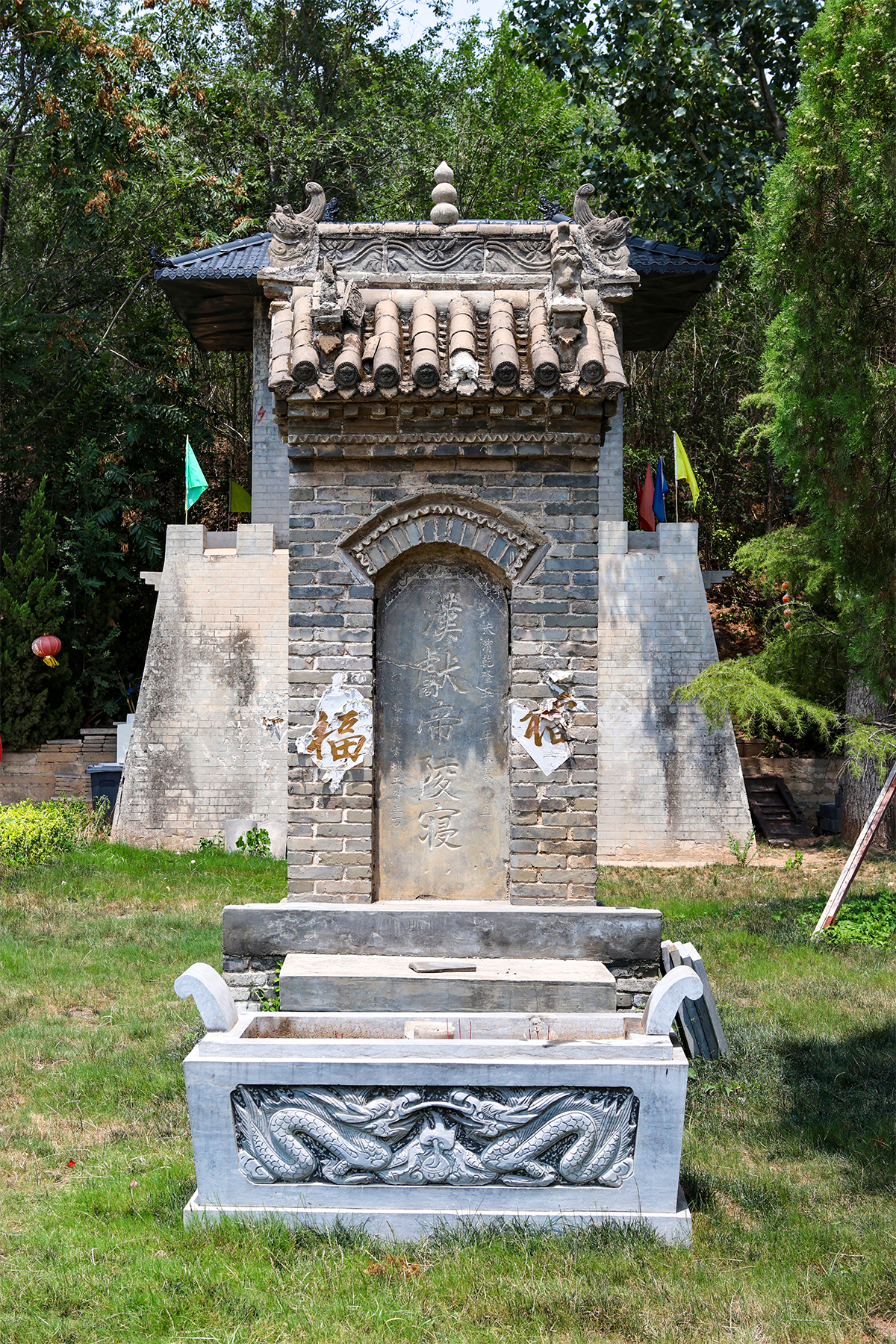
汉献帝陵寝碑（清乾隆五十二年）
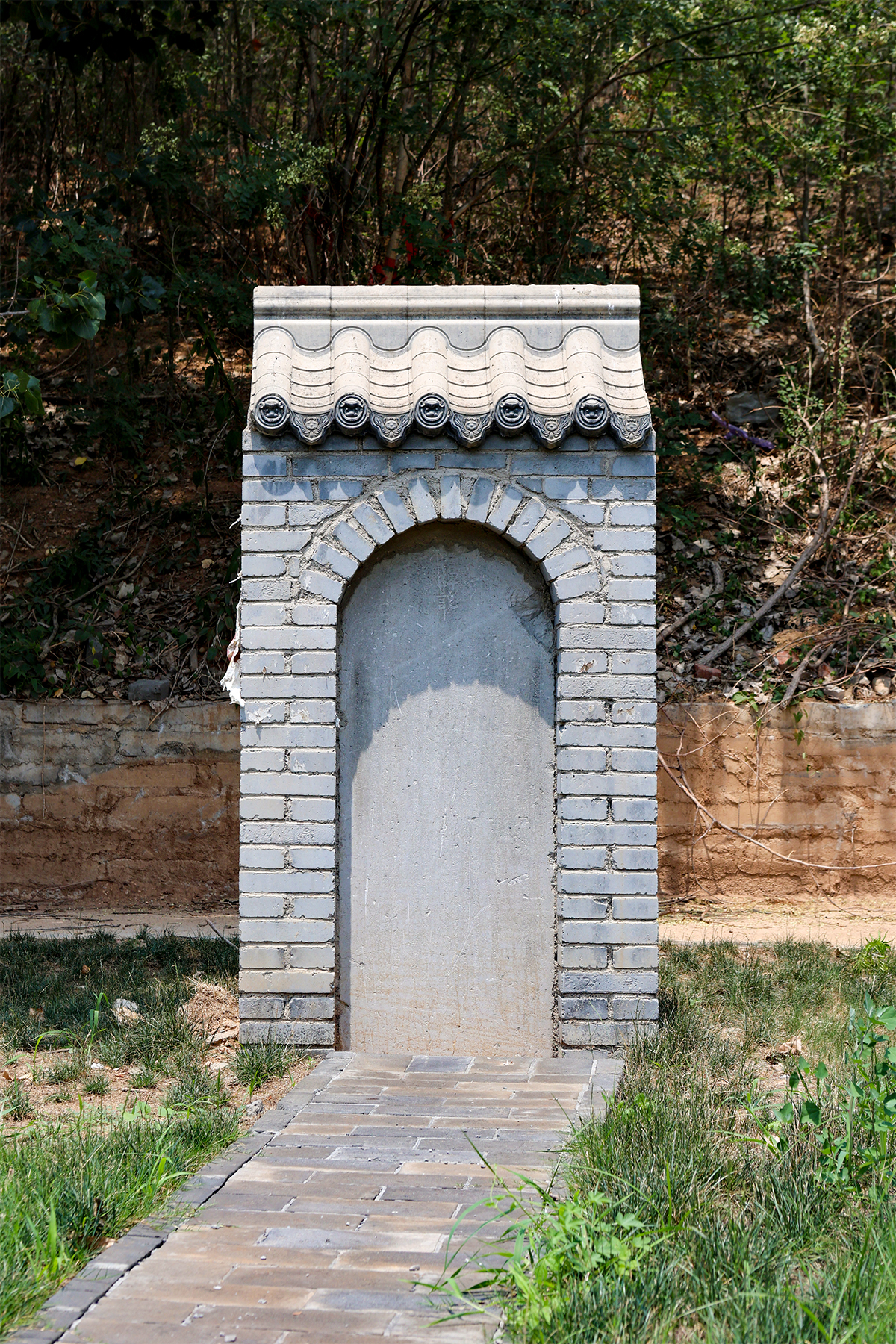
汉献帝陵基址碑（清雍正九年）
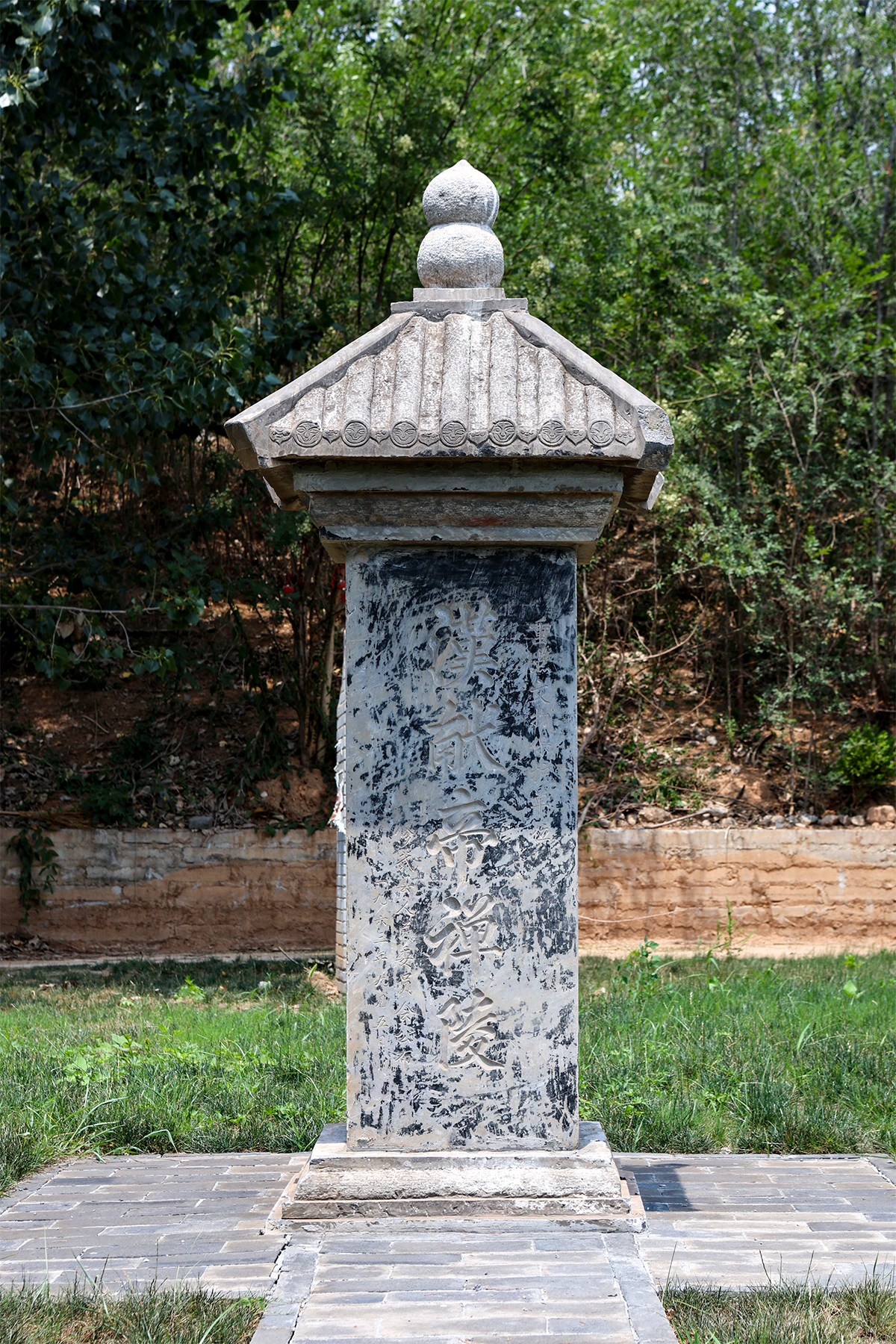
修武县文物保护单位碑（1963年）
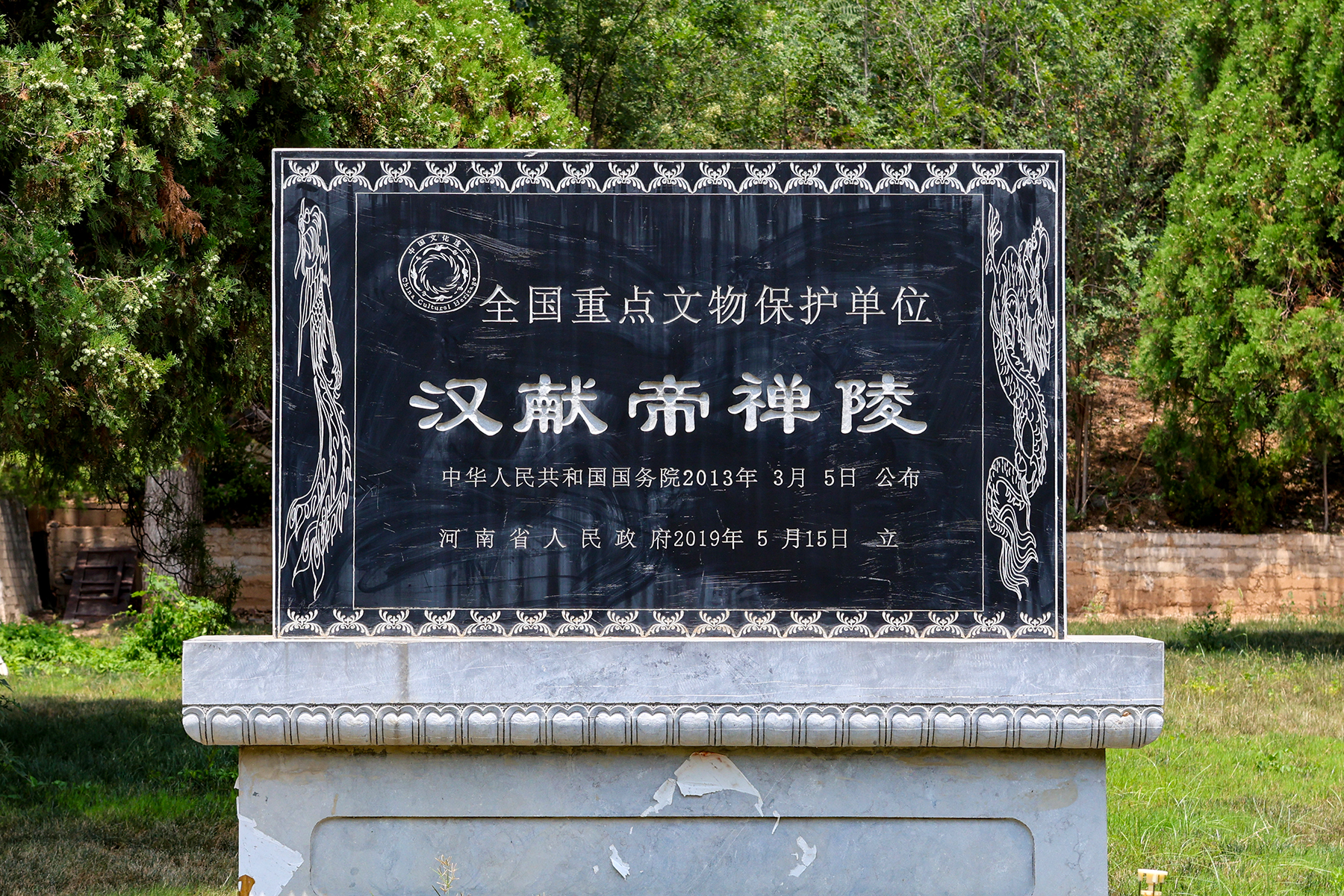
全国重点文物保护单位标识牌